# Avanguardie teatrali in Italia negli anni '60 e '70
Le avanguardie teatrali in Italia negli anni '60 e '70 sono state quelle rappresentazioni nate dalla ricerca teatrale e dai movimenti di avanguardia, messe in scena in Italia nei suddetti decenni e chiamate anche Nuovo Teatro. In quegli anni, infatti, il teatro italiano, così come molte altre arti, era pervaso da profondi segnali di rinnovamento e da nuove forme di spettacolo, spesso in antitesi con il classico "teatro di parola".

## La scrittura scenica

Carmelo Bene in una foto di scena

Nel 1959 esordirono a Roma tre importanti figure della nuova scena italiana: l'attore, drammaturgo e regista Carmelo Bene (coadiuvato da Alberto Ruggiero), Claudio Remondi (in coppia poi con Riccardo Caporossi) e Carlo Quartucci (insieme, nel 1962, a Leo De Berardinis). Fu l'inizio di una vera rivoluzione, con un teatro che, riprendendo il filo interrotto delle avanguardie artistiche di inizio Novecento, acquisiva una sua piena e autonoma forza creativa: il testo letterario non era più un testo da declamare e da mettere in scena con poche o nessuna modifica, ma diventava l'occasione, lo spunto, se non addirittura il pretesto per un'operazione creativa che trovava la sua ragione direttamente sulla scena, ossia nella possibilità di rappresentare spettacoli caratterizzati da idee e soluzioni sceniche nuove. Tale operazione venne chiamata "scrittura scenica".

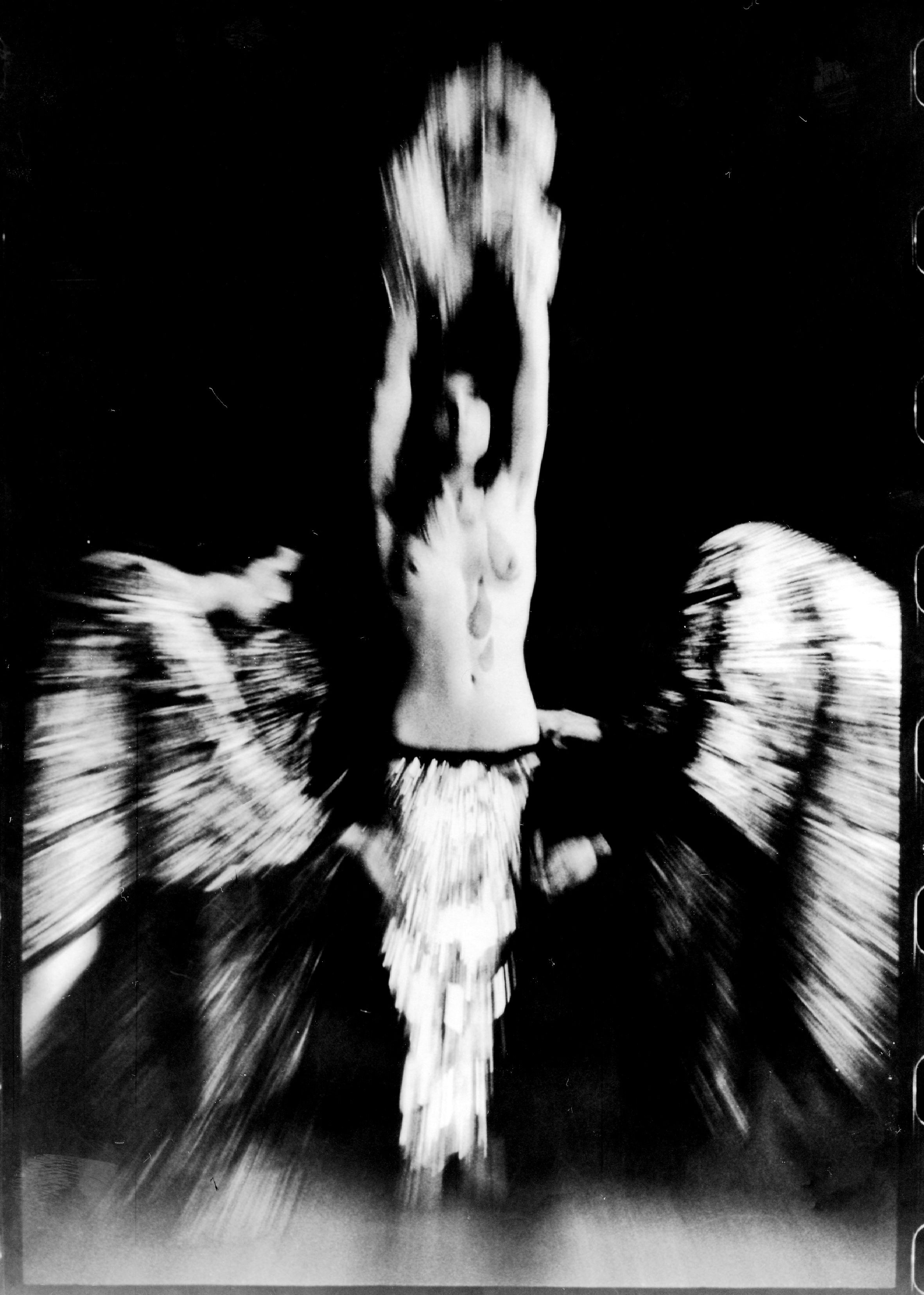
Gruppo teatrale Il Patagruppo- Spettacolo 'La conquista del Messico' Teatro Beat'72- 1973- Foto di Giorgio Piredda

## Il Teatro delle Cantine
Sul finire degli anni '60 e soprattutto agli inizi degli anni '70, si sviluppò a Roma il cosiddetto "Teatro delle Cantine", vasto e prorompente teatro di sperimentazione. Centinaia di seminterrati e spazi inconsueti si riempirono di attività teatrali e performances, caratterizzate da un'incessante ricerca e sperimentazione, con un'attitudine interdisciplinare e notevoli contaminazioni tra linguaggi artistici diversi: musica, poesia, danza, cinema. Il fenomeno rispecchiava il clima di grande rinnovamento dei costumi sociali, delle istanze giovanili e politiche dei decenni '60 e '70, ed era in sintonia con quanto si stava sviluppando nel mondo, soprattutto nel campo delle arti visive e della musica (happening, body art, il movimento Fluxus e altri), con richiamo dominante alle rivoluzioni artistiche di Marcel Duchamp e a quelle indicate negli scritti teatrali di Antonin Artaud. Importanti produzioni di gruppi esteri (Living Theatre, Barba, Grotowski, Kantor, Wilson) venivano realizzate in Italia e alimentavano, influenzavano e stimolavano fenomeni già manifesti. Mario Ricci fu tra i primi a operare in spazi non tradizionali (il precursore era stato proprio Carmelo Bene), esempio poi seguito da molti altri artisti, quali Giancarlo Nanni e Manuela Kustermann, dal 1966, con il loro Teatro La Fede (vera scuola di formazione, dove mossero i primi passi teatrali importanti personaggi come Pippo Di Marca, Valentino Orfeo, Memè Perlini, Gian Carlo Riccardi e Giuliano Vasilicò), il pittore Achille Perilli con il suo gruppo di Teatro Altro, attivo nell'omonimo spazio romano fino a tutti gli anni '70 nonché Silvio Benedetto e Alida Giardina con il loro Teatro Autonomo di Roma. 

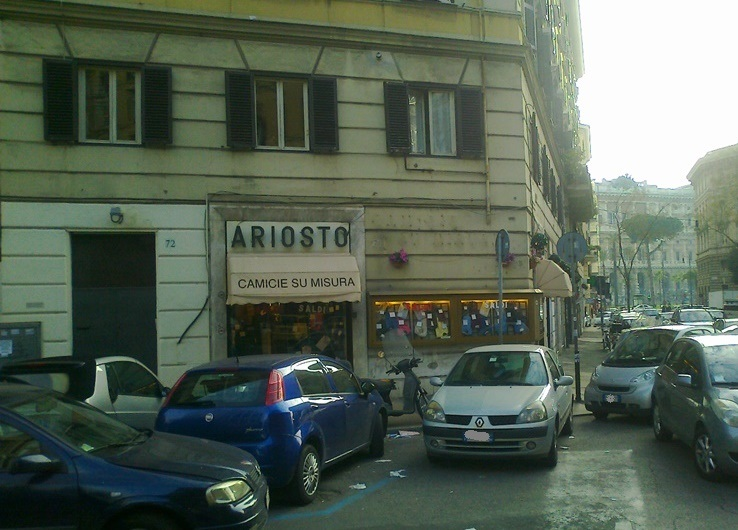
L'entrata del Beat '72, in via G.G. Belli 72 a Roma, in una foto del 2014

Se le "Cantine-Teatro" erano spazi operativi di singoli artisti o gruppi, fu il Beat '72, fondato nel 1964 da Ulisse Benedetti in un seminterrato di via G.G. Belli a Roma, a diventare il più importante centro di sperimentazione italiano; ospitò molti spettacoli di ricerca, tra i quali quattro di Carmelo Bene, e proponeva, con la direzione artistica di Simone Carella, regista lui stesso, un indirizzo alternativo al teatro ufficiale, aperto e interdisciplinare, con ampio spazio anche per musicisti e poeti. Nel 1972-73 favorì l'esordio alla regia di autori che saranno i protagonisti degli anni successivi come Giuliano Vasilicò, Bruno Mazzali (con il Patagruppo), Giorgio Marini, Memè Perlini.

## Il Teatro Immagine
Altro genere di avanguardia fu il cosiddetto "Teatro Immagine", nel quale si partiva dal presupposto che l'intero corpo umano potesse essere utilizzato (singolarmente o collettivamente) per costruire immagini che permettessero di esprimere dei concetti. Venivano quindi utilizzate non tanto le parole, ma appunto queste immagini corporee che potevano trattare argomenti quali amore, famiglia, felicità o qualsiasi altro. Il già citato Mario Ricci è considerato il creatore di tale tipo di teatro, anticipando una tendenza che si sviluppò nel successivo decennio grazie a gruppi quali il Living Theatre, che lo utilizzò nel celebre spettacolo Paradise Now.

## La Postavanguardia Teatrale
Nella seconda metà degli anni '70, nacque la corrente più estrema, definita da Giuseppe Bartolucci (critico-stimolatore di riferimento di tutto il Nuovo Teatro) "Postavanguardia Teatrale": il teatro cominciò ad essere ambientato anche nel mezzo della città e delle sue strade, mentre la rappresentazione tendeva sempre più a una sorta di performance, con grande uso della multimedialità. Quasi non si utilizzava più il testo, se non frantumato, trasformando spesso la rappresentazione teatrale in un'azione scenica irripetibile. Simone Carella (con Mario Romano e Ulisse Benedetti), la compagnia Il Carrozzone (poi chiamata Magazzini Criminali) di Firenze, La Gaia Scienza di Roma segnano la nascita di tale corrente.. Su questa linea operarono autonomamente anche altri artisti e gruppi sia romani, come Marco Del Re (già del Patagruppo e poi pittore di successo) con Cecilia Nesbitt e il Teatroinaria di Alessandro Berdini, sia di altre parti d'Italia. A titolo di esempio, del sud erano Falso Movimento  e il Teatro Studio di Caserta; del nord erano Gianni Colosimo di Torino, il duo Roberto Taroni e Luisa Cividin di Milano e un altro duo: Francesco Dal Bosco e Fabrizio Varesco.

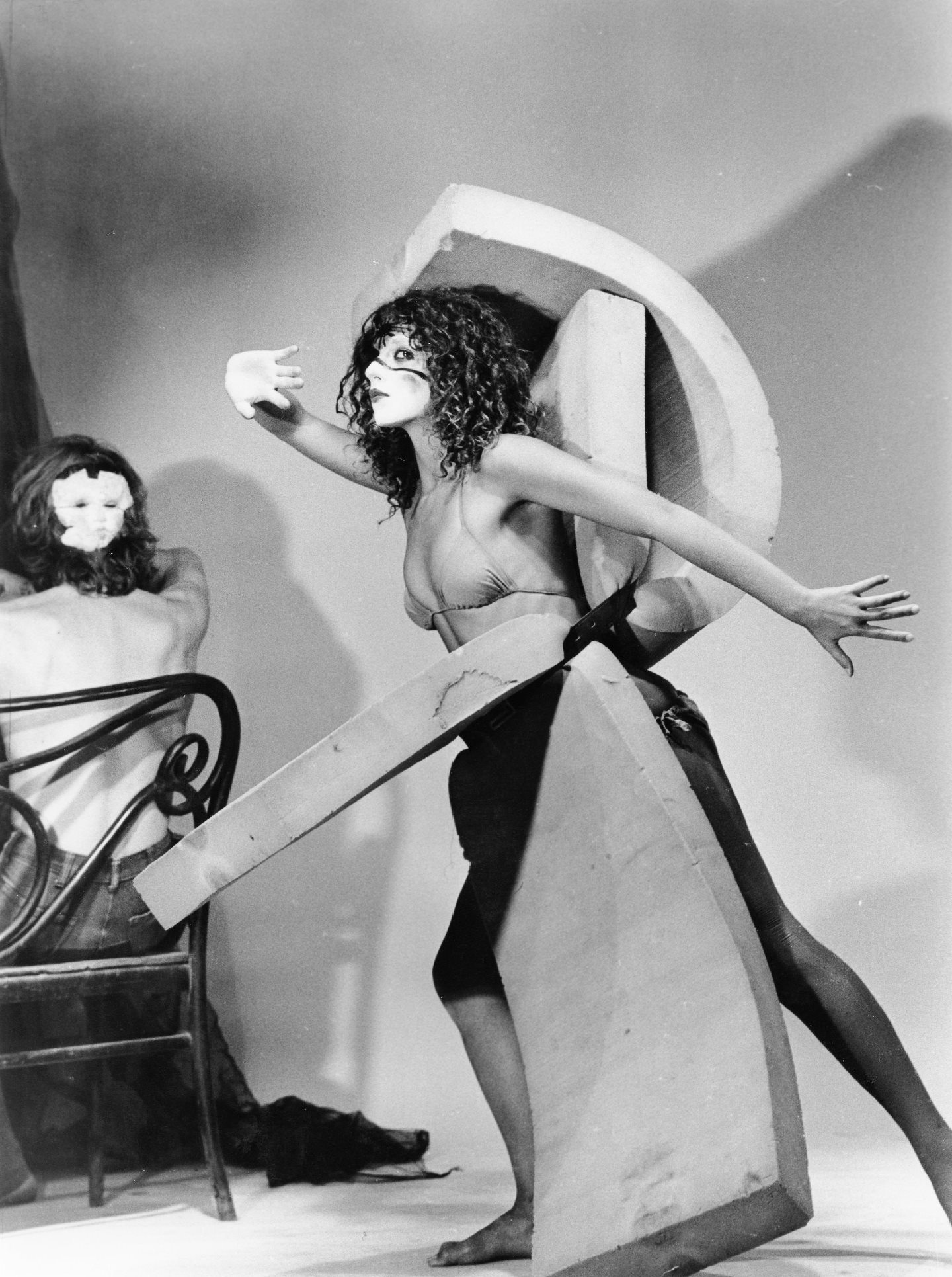
Spettacolo Teatrale per la regia di Memè Perlini- Titolo Pirandello chi?- Teatro Beat'72- gennaio 1973- Attrice Rossella Or